# Dienogeste
Dienogeste é um fármaco utilizado para o tratamento da endometriose e em combinação com outras substâncias como um contraceptivo oral.

## História
Foi sintetizado em 1979 em Jena na Alemanha sob liderança investigativa do Prof. Kurt Ponsold. Em 21 de janeiro de 2015 foi registrado como medicamento genérico pela ANVISA no Brasil.